# 미디어 퍼포먼스
미디어 퍼포먼스(Media Performance)는 다양한 예술콘텐츠(문학, 사진, 미술, 무용, 연극, 음악, 영화, 미디어아트 등)를 물리적 시공간인 공연장, 전시장, 도시 공간, 자연경관과 조율시키는 미디어 운용 (Media Performance) 장르다. 기본적으로 사진, 영화, 비디오, 오디오, 컴퓨터와 디지털 아트, 인터랙티브 미디어를 활용한 미디어아트 커뮤니케이션 창작기술을 기반으로 제작된다. 문화적 아트웨어(ARTWARE)로 창안된 미디어 퍼포먼스는 태양의 서커스, 불루맨 그룹 등을 비롯해 공연예술과 2009년 서울 빛 축제 등의 문화 이벤트의 솔루션으로도 사용되고 있다. 프로젝션 매핑(MAPPING)이나 LED, LCD 등 영상 미디어 디스플레이를 시공간에 최적화시키는 다양한 미디어 인터페이스(Media Interface)를 구현한다. 새로운 문화예술표현 형식을 제시하는 융합콘텐츠 전시, 공연, 이벤트에서 미디어를 운용하는 미디어 퍼포먼스 비중이 날로 커지고 있다. 미디어 퍼포먼스의 종합예술의 특성은 하나의 트렌드이며 원형이 되고 있다. 무용, 연극, 뮤지컬 등 공연 영역확장은 물론 다양한 예술콘텐츠(영화, 미술, 음악 등)를 수용하고 변형하는 능력을 미디어 퍼포먼스에서 확인할 수 있다. 디지털 퍼포먼스, 인터랙티브 미디어 퍼포먼스, 인터랙티브 퍼포먼스, 인터 미디어 퍼포먼스, 미디어아트 공연 등을 포괄하여 미디어 퍼포먼스라 한다.